# Simon (telefono cellulare)
Simon è il primo smartphone prodotto dalla IBM e distribuito dalla BellSouth ed è considerato il primo smartphone della storia, cioè telefoni cellulari a cui si aggiungono anche funzioni da PDA ed il primo telefono cellulare ad avere un videogioco installato, Scramble.

## Storia
È stato presentato come prototipo nel novembre 1992 al COMDEX ed è stato immesso sul mercato nel 1994.

## Descrizione
Non aveva la tastiera fisica, ma si comandava tramite uno schermo tattile con un pennino.
Le applicazioni principali erano un calendario, una rubrica, un orologio mondiale, una calcolatrice, un blocco note, un client di e-mail, ed i giochi e permetteva anche di inviare fax. Comprendeva anche un file manager per la gestione dei file.
Come porte presenta una porta PCMCIA e una porta di connessione input ed output.
Il videogioco installato si chiamava Scramble ed era il gioco del quindici e fu il primo gioco installato su un telefono cellulare.